# Trinità del Cuore Purissimo di Maria
Suor Trinità del Cuore purissimo di Maria, all'anagrafe Maria Mercedes Carrera Hitos (Granada, 28 gennaio 1879 – Madrid, 15 aprile 1949), è stata una religiosa spagnola fondatrice delle Ancelle della Santissima Eucaristia e della Madre di Dio che fu proclamata Serva di Dio dalla Chiesa cattolica.

## Il culto
Il 28 gennaio 1991 è stata aperta a Madrid la fase diocesana del processo di beatificazione di Madre Trinità del cuore purissimo di Maria, chiusa il 4 ottobre 2008, dopo diciassette anni d’indagini.